# 금곡도서관
금곡도서관은 부산광역시 북구 금곡동에 있는 구립도서관이다.

## 시설 현황
- 5층 : 열람실, 도서관사무실
- 3층, 4층 : 종합자료실, 낭송실, 문학실
- 2층 : 어린이 열람실
- 1층 : 안내실, 카페
- 지하 1층 : 다목적실, 동아리방